# 빌 힌드먼
빌 힌드먼(Bill Hindman, 1922년 7월 15일 ~ 1999년 7월 9일)은 미국의 배우이다.
털리도에서 태어났으며 하이얼리아에서 사망하였다.

## 영화
- 포키스 3 (1985년)
- 천국의 낙원 (1983년)
- 크레아 머니 (1983년)